# Sasa ramosa
Sasa ramosa es una especie de bambú, originaria del Japón.  

## Distribución
De origen japonés, crece de forma natural en Honshū, Kyūshū y Shikoku, donde puede llegar a cubrir las cimas de algunas montañas.

## Descripción
Se trata de una especie de bambú enano (raramente mide más de 80 centímetros de altura), con un follaje dorado y flexible que ofrece ondulaciones magníficas bajo el viento. Suele encontrarse en el sotobosque; muy resistente, soporta bien el sol, la sequía y temperaturas hasta -20 °C . Su fácil cultivo ofrece varias posibilidades: en maceta o en tierra, en talud, en macizo o como valla. Es muy eficaz en la fijación de taludes.

## Taxonomía
Sasa ramosa fue descrita por (Makino) Makino & Shibata y publicado en Botanical Magazine 15: 24. 1901.
Etimología
Sasa: nombre genérico que proviene del nombre japonés para un pequeño bambú.
ramosa: epíteto latino que significa "ramosa, con ramas".
Sinonimia
| - Arundinaria agrestis (Makino) Nakai - Arundinaria chikatsuafumiana Koidz. - Arundinaria confusa Nakai - Arundinaria decipiens Nakai - Arundinaria dimorpha Hack. ex Nakai - Arundinaria distichophylla (Koidz.) Koidz. - Arundinaria exsaniosa Koidz. - Arundinaria incantans Koidz. - Arundinaria kisoensis Koidz. - Arundinaria komiyamana (Makino & Hisauchi) Nakai - Arundinaria kunimiana Koidz. - Arundinaria matsushimensis (Makino) Makino - Arundinaria musashiensis Nakai - Arundinaria nakashimana Koidz. - Arundinaria nikkoensis Nakai - Arundinaria okadana (Makino) Nakai - Arundinaria otayana Koidz. - Arundinaria pubescens Nakai - Arundinaria ramosa Makino - Arundinaria sakaii Nakai - Arundinaria sawadae (Makino) Nakai - Arundinaria sugimotoi Nakai - Arundinaria suwekoana (Makino) Nakai - Arundinaria tomikusensis Nakai - Arundinaria toyomurensis Nakai - Arundinaria trichophila Koidz. - Arundinaria tsukubensis Koidz. - Arundinaria tsurumatiana Koidz. - Arundinaria vagans Gamble - Arundinaria velutina Nakai - Arundinaria viridistriata var. vagans (Gamble) Nakai - Arundinaria yonoskei Nakai - Bambusa ramosa (Makino) Makino - Nipponobambusa komiyamana (Makino & Hisauchi) Muroi - Nipponobambusa sawadae (Makino) Muroi - Pleioblastus sawadae Makino - Pleioblastus viridistriatus var. agrestis Makino - Pleioblastus viridistriatus f. vagans (Gamble) Muroi - Pleioblastus viridistriatus var. vagans (Gamble) Nakai ex Rehder - Sasa agrestis (Makino) Makino - Sasa hannoensis Makino - Sasa komiyamana Makino & Hisauchi - Sasa matsushimensis Makino - Sasa okadana Makino | - Sasa saitoana Koidz. - Sasa sasaelloides Makino & Uchida - Sasa sasselloides Makino & Uchida - Sasa suwekoana Makino - Sasa vagans (Gamble) D.C.McClint. - Sasaella agrestis (Makino) Makino - Sasaella benten Makino & Nakai - Sasaella chikatsuafumiana (Koidz.) Koidz. - Sasaella confusa (Nakai) Honda - Sasaella decipiens (Nakai) Honda - Sasaella dimorpha (Hack. ex Nakai) Koidz. - Sasaella distichophylla Koidz. - Sasaella exsaniosa (Koidz.) Koidz. - Sasaella hannoensis (Makino) Makino - Sasaella incantans (Koidz.) Koidz. - Sasaella kisoensis Koidz. - Sasaella komiyamana (Makino & Hisauchi) Makino - Sasaella kunimiana Koidz. - Sasaella marunoi Hatus. - Sasaella matsushimensis (Makino) Makino - Sasaella musashiensis Makino & Nakai - Sasaella nakashimana (Koidz.) Koidz. - Sasaella nikkoensis Makino & Nakai - Sasaella okadana (Makino) Makino - Sasaella otayana (Koidz.) Koidz. - Sasaella ramosa (Makino) Makino - Sasaella sakaii (Nakai) Koidz. - Sasaella sasaelloides (Makino & Uchida) Koidz. - Sasaella sawadae (Makino) Koidz. - Sasaella sawadae var. aobayamana Sad.Suzuki - Sasaella sugimotoi (Nakai) Koidz. - Sasaella suwekoana (Makino) Makino - Sasaella tomikusensis (Nakai) Koidz. - Sasaella toyomurensis (Nakai) Koidz. - Sasaella trichophila (Koidz.) Koidz. - Sasaella tsukubensis (Koidz.) Koidz. - Sasaella tsurumatiana (Koidz.) Koidz. - Sasaella velutina Makino & Nakai - Sasaella viridistriata var. vagans (Gamble) Nakai - Sasaella yonoskei (Nakai) Koidz. - × Sasinaria ramosa (Makino) Demoly - × Sasinaria sawadae (Makino) Demoly - × Sasinaria suwekoana (Makino) Demoly |